# A vámpír (opera)
A vámpír Heinrich Marschner 1828. március 29-én, Lipcsében bemutatott négyfelvonásos operája. A darab a maga korában a német korai romantikus operairodalom egyik legnépszerűbb alkotása volt. Magyarországi ősbemutatójára még 1828. december 29-én sor került a Pesti Német Színházban. Ez volt a darab első külföldi bemutatója. 1924-ben Hans Pfitzner áthangszerelte a művet, a négy felvonást kettőbe vonta össze, valamint szerkezeti módosításokat is eszközölt a zenei anyagon. A 20. század első évtizedeiben ebben a formában játszották a darabot, de mostanában egyre inkább az eredeti verziót tűzik műsorra. Hangfelvétel mind a két változatból készült.

## Az opera szereplői
| Szereplő                                       | Hangfekvés   |
| ---------------------------------------------- | ------------ |
| Sir Humprey Davenaut                           | bariton      |
| Malwina, a lánya                               | szoprán      |
| Edgar Aubry                                    | tenor        |
| Lord Ruthven, a vámpír                         | basszbariton |
| Sir John Berkley                               | bariton      |
| Janthe, a lánya                                | szoprán      |
| George Dibdin, a Davenaut család alkalmazottja | tenor        |
| Emmy, a menyasszonya                           | szoprán      |
| John Perth, az apja                            | tenor        |
| James Gadshill                                 | tenor        |
| Richard Scrop                                  | basszus      |
| Robert Green                                   | bariton      |
| Tom Blunt                                      | tenor        |
| Suse, a felesége                               | mezzoszoprán |
| Berkley szolgája                               | tenor        |
| A vámpírok fejedelme                           | próza        |

## Az opera cselekménye

### I. felvonás
Lord Ruthvent kísértetek hada vezeti be egy barlangba. Megjelenik a vámpírok fejedelme, és közli vele, hogy lejárt az ideje, a lelkét át kell adnia a sötét hatalmaknak. A lord haladékot kér, a vámpírok ura végül pedig végül enged. A lord még három évig élvezheti az életet, ha évente egy-egy fiatal szüzet feláldoz a sötétség fejedelmeinek, ellenkező esetben a lelke azonnal a pokolra száll. Amikor az óra elüti a hajnali egyet, a boszorkányok és a szellemek eltűnnek, Rutven egyedül marad a színen.
A lord elsőként a szerelmét áldozza fel. Éjféli találkát beszél meg a lánnyal a barlangnál. Janthe boldogan veti magát szerelme karjaiba. Nem sokkal ezután Sir Berkley és társai érkeznek. A férfi felfedezte lánya eltűnését és rossz előérzete támadt. A szerelmespár a barlang mélyébe húzódik. Nem sokkal ezután egy sikoly, majd az azt kísérő sátáni kacaj töri meg az éjszaka csendjét. Sir Berkley és emberei a barlanghoz rohannak, ahonnan elővonszolják Janthe élettelen testét és a lordot. A lány nyakán vérző sebet fedeznek fel. Semmi kétség nem fér hozzá, egy vámpír áldozata lett. Sir Berkley késével ledöfi Ruthvent. Miután úgy hiszik, hogy megölték a bestiát, a kereső csapat visszavonul, és elviszi Janthe holttestét. Edgar Aubry azonban visszatér, és észreveszi, hogy a lord még él. Pár évvel ezelőtt Ruthven megmentette az életét, így most kötelességének érzi, hogy segítsen a férfinak, aki arra kéri, támogassa egy holdfényes tisztásra, a holdfény ugyanis éltető hatással van rá. Aubry teljesíti a lord kívánságát, majd megesküszik rá, hogy sohasem fedi fel az emberek előtt Ruthven titkát. Ha ezt mégis megtenné, a lord őt is vámpírrá változtatja.

### II. felvonás
Malwina apja kastélyában tizennyolcadik születésnapját ünnepli. Nagy várakozással néz az esti mulatság elébe, hiszen végre láthatja szerelmét, Edgar Aubryt. Aubry nemsokára meg is érkezik. A szerelmesek boldogan ölelik át egymást. Együttlétüket azonban megzavarja Sir Davenaut, aki közli velük, hogy megváltoztak a szándékai. Felbontja lánya eljegyzését, mert Malwinát új szomszédjukhoz, Metzen grófjához kívánja hozzá adni, aki főnemesi származású. Nem sokkal ezután egy lakáj lép be, aki bejelenti a grófot. A fiatalok könyörögnek, de egymás iránt érzett szerelmük nem hatja meg Davenautot. Aubry felismeri Metzen grófban Ruthvent, de az szabadkozik, hogy ő nem lord Ruthven, hanem az évekkel ezelőtt eltűnt gróf ikertestvére. Aubry kételkedni kezd szavahihetőségében, de ekkor Ruthven figyelmezteti az egyezségükre, így Aubry hallgatni kényszerül.

### III. felvonás
Aznap este a Davenau uradalom kocsmájában is esküvőre készülnek: Emmy és George kézfogóját tartják. A fiú azonban késik, a vendégek pedig vidám mulatságokkal töltik idejüket. Egyszer csak szóba kerül Janthe titokzatos halála is. Emmy egy vámpírról szóló balladát énekel, amikor váratlanul megjelenik Ruthven lord. A kocsmában is a testvérének adja ki magát. Nemsokára a kedvese életét féltő Aubry is feltűnik. A lord következő áldozatának Emmyt szemelte ki. Azonnal ki is veti rá a hálóját, és a közben megérkező vőlegénye szeme láttára csábítja el a lányt. Aubry ismét megpróbál szembeszállni a vámpírral, de az figyelmezteti: ha nem vigyáz, ő maga lesz menyasszonya gyilkosa. Aubry távozóban George lelkére köti, hogy ne hagyja magára szerelmesét. A kocsmában a tetőfokára hág a mulatozás, Emmy pedig megbabonázva követi Rutvent a közeli erdőbe. George hiába próbálja, nem tudja feltartóztatni a lányt. Kétségbeesetten szalad utána az erdőbe. Halálra rémülten tér vissza: menyasszonyát egy erdei tisztáson, fognyomokkal a nyakán, holtan találta.

### IV. felvonás
Malwina apja közben úgy határozott, hogy még aznap éjjel meg kell történnie lánya és lord egybekelésének. Így akarja megtörni Malwina ellenállását. A lány Istenhez fordul, az ő oltalmát kéri. A ceremóniára közben fokozatosan érkeznek a vendégek, csak a vőlegény késlekedik. Amikor végre megérkezik a férfi, Aubry mindenki előtt a szemére veti, hogy méltatlan Malwina kezére. Egyúttal fiatal lányok ellen elkövetett gyilkosságokkal gyanúsítja meg a férfit. Sir Davenaut hangot ad felháborodásának, majd szolgáival kidobatja a fiút. Az vőlegény késése, illetve Aubry jelenete jócskán elhúzta az időt. A vámpír adós maradt a harmadik nő feláldozásával, amikor egyszer csak elüti az egy órát a toronyóra. Ezzel lejárt a határidő. Közben Aubry velőt rázó ordítása hallatszik, miszerint Ruthven lord egy vámpír, majd egy villámcsapás sújtja halálra a gonosztevőt. A termet betöltő döbbent csendet végül Davenaut hangja töri meg, aki bocsánatot kér lányától, majd Aubry után küldet. Mikor megérkezik a fiú, bejelenti Aubry és Malwina eljegyzését.
- Megjegyzés: Mivel általában két felvonásban játsszák az operát, illetve Pfitzner is két felvonássá vonta össze a négyet, így a legtöbb magyar operaismertető a darab cselekményét két felvonásban ismerteti.

## Az opera zenéje
A vámpír összekötő kapocs Weber Euryanthéje és Wagner Bolygó Hollandija között. Jelentősége többek között abban áll, hogy Marschner ezzel a művével az elsők között tett kísérletet az esztétikai csúf zenei ábrázolására. A főhős, miközben sorra gyilkolja a fiatal szüzeket, részvétet akar ébreszteni a befogadóban. Ezzel a zeneszerző groteszk, torz hatást ért el. Emellett a történetnek megfelelően a démoni hang is jelen van a zenében, ami a lakodalmi jelenetben humoros vonásokkal ötvöződik. A szerző vegyítette a fantasztikumot a népies elemekkel, olykor pedig bel cantós hangvételt valósított meg.
Marschner erős drámai érzékkel rendelkezett, ezért zenéje bővelkedik a drámailag hatásos elemekben, viszont a lírai ábrázolásmód nem volt az erőssége. Sokat merített Mozart zenéjéből, elsősorban a Don Giovanni jellemábrázolása, hangzásvilága és harmóniakészlete hatott rá. Kezdetleges vezérmotívumos technikát alkalmazott, valamint a drámai hatás kedvéért hajlandó volt feláldozni a dallamosság egy részét. Ez a két alkotói módszer majd Wagner művészetében válik igazán meghatározóvá. A nagy német zeneszerző egyébként jelen volt az opera ősbemutatóján, és az operát modellként használta 1843-ban megalkotott Bolygó Hollandijához. A pszichológiai elmélyítés révén A vámpír az átlagos, romantikus színpadi művek fölé emelkedik. A címszereplő egy tragikus kívülálló, akárcsak Wagner Bolygó hollandija.
A vámpírban több emlékezetes ária is felcsendül, de az igazi zenedrámai élményt az együttesek nyújtják, elsősorban a felvonásokat lezáró finálék. Mindenesetre a zárt számok meghatározóak, és a zenés részeket még prózai dialógusok kapcsolják össze. A végigkomponáltság egyedül a nagyobb együttesekben, illetve a finálékban jelenik meg.

## Hangfelvételek
- Az eredeti verzió CD kiadása:

Lord Ruthven – Franz Halwata, Edgar Aubry – Jonas Kaufmann, Malwina Davenaut – Regina Klepper, Janthe Berkley/Emmy Perth – Anke Hoffmann, Sir Humprey Davenaut – Markus Marquard, George Dibdin – Thomas Dewald, Közreműködik: a Nyugat Német Rádió zene- és énekkara, vezényel: Helmuth Froschauer. Kiadás éve: 2001. Capriccio B00005NUD4 2 CD DDD Stereo
- A Hans Pfitzner által újra hangszerelt és átdolgozott opera CD kiadása:

Sir Davenaut – Martin Egel, Malwina – Carol Farley, Edgar Aubry – Josef Protschka, Lord Ruthven – Siegmund Nimsgern, Sir Berekley – Wolfgang Lenz, Janthe – Galina Pisarenko, Emmy – Anastasia Tomaszewska Schepis, George Dibdin – Oslavio Di Credico. Közreműködik: az Orchestra Simfonico e Coro di Roma ének- és zenekara, vezényel: Günter Neuhold. A felvétel ideje és helye: Róma, a Foro Italico auditóriuma, 1980. január 26. A kiadás éve: Warner Fonit, 8573 84436-2, 2 CD ADD Stereo.